# Альцано-Ломбардо
Альцано-Ломбардо (італ. Alzano Lombardo, п'єм. Alzano Lombardo) — муніципалітет в Італії, у регіоні Ломбардія, провінція Бергамо.
Альцано-Ломбардо розташоване на відстані близько 480 км на північний захід від Рима, 55 км на північний схід від Мілана, 7 км на північний схід від Бергамо.
Населення — 13 632 особи (2014).

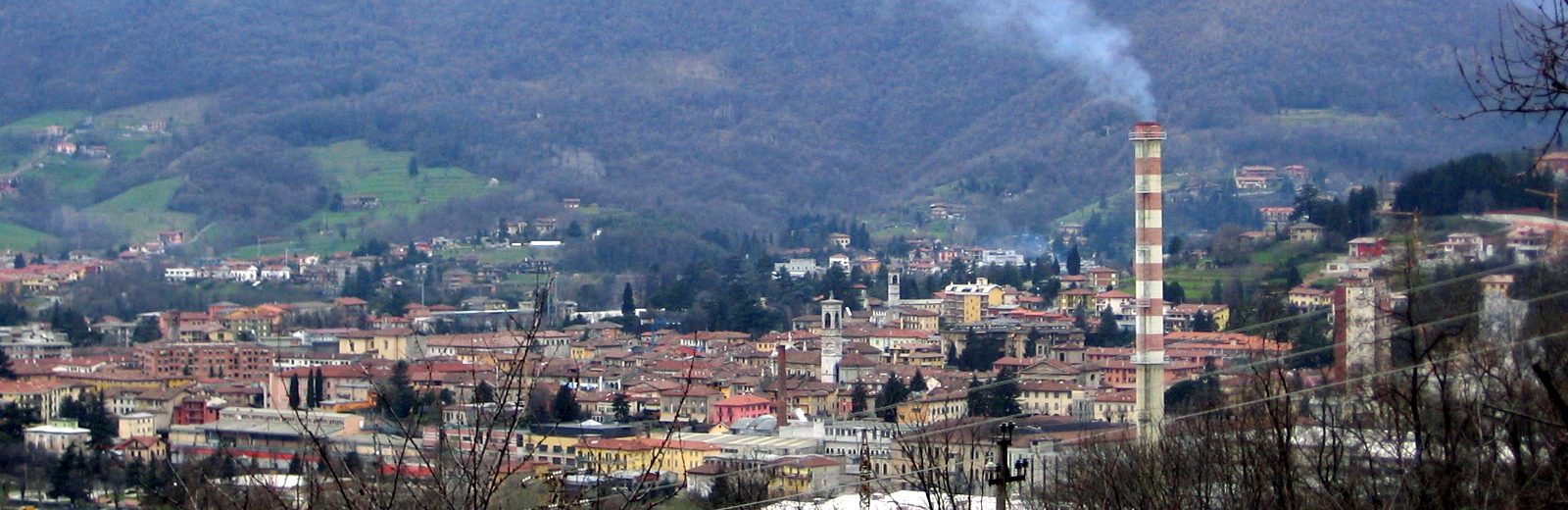

Щорічний фестиваль відбувається 11 листопада. Покровитель — святий Мартин.

## Демографія
Населення за роками:

Станом на 1 січня 2023 року в муніципалітеті офіційно проживало 1090 іноземців з 66 країн, серед них 121 громадянин країн Євросоюзу та 94 громадяни України.

## Уродженці
- Джузеппе Сіньйорі (*1968) — відомий у минулому італійський футболіст, нападник, згодом — спортивний функціонер.

## Сусідні муніципалітети
- Нембро
- Понтераніка
- Раніка
- Вілла-ді-Серіо
- Цоньо